# Ерманиш, Альфред
Альфред Ерманиш (словен. Alfred Jermaniš, 21 января 1967, Копер, Югославия) — бывший югославский и словенский футболист, выступавший на позиции полузащитника, а также футбольный тренер.

## Карьера

### Клубная
Альфред Ерманиш начал свою футбольную карьеру в академии клуба «Копер» из своего родного города. С 1986 года был привлечён в основную команду и в сезоне 1985/1986 дебютировал во Второй югославской лиге. В 1989 году перешел в люблянскую «Олимпию». В 1992 году выиграл с командой исторический первый чемпионат Словении.
В этом же году Ерманиш вернулся в «Копер», где отыграл один сезон, после чего ещё один год выступал за клуб «Мура» из города Мурска-Собота.
В 1994 году подписал контракт с венским «Рапидом». В сезоне 1994/1995 выиграл Кубок Австрии, а затем вернулся в Словению и стал игроком «Горицы», в составе которой во второй раз в своей карьере выиграл чемпионат Словении в сезоне 1995/1996. В сезоне 1996/1997 выступал за АПОЭЛ, выиграв кубок Кипра.
В 1997 году Ерманиш вновь вернулся на родину и стал игроком «Приморья», в котором играл полгода. Затем до 1999 года выступал в составе клуба за «Коротан» из города Превалье.
В сезоне 1999/2000 был футболистом «Рудара». Завершил карьеру в родном «Копере» в 2004 году.

### В сборной
В составе национальной сборной Словении Ерманиш дебютировал 3 июня 1992 года в товарищеском матче против сборной Эстонии (1:1). Выступал в отборочных матчах к чемпионату Европы 1996 и в квалификации к чемпионату мира 1998. В общей сложности с 1992 по 1998 годы провёл 29 матчей в футболке сборной и забил один гол (в 1994 году в товарищеском матче против Туниса).

## Достижения
«Олимпия»
- Чемпион Словении (1): 1991/1992

 «Рапид»
- Обладатель кубка Австрии (1): 1994/1995

 «Горица»
- Чемпион Словении (1): 1995/1996

 АПОЭЛ
- Обладатель кубка Кипра (1): 1996/1997

Итого: 4 трофея